# Freeway (Software)
Freeway ist ein WYSIWYG HTML-Editor der englischen Firma Softpress Systems. Freeway wird für macOS angeboten, ältere Versionen sind auch unter Mac OS 9 und 8 lauffähig. Freeway wird in zwei Versionen angeboten, Freeway Pro und Freeway Express.
Die Software dient zur Verwaltung von Webseiten-Projekten und der Gestaltung von Webseiten. Sie bietet dem Benutzer eine Bedienungs-Oberfläche, die an Desktop-Publishing-Programme erinnert. Die vom Benutzer gestalteten Seiten werden in einer internen Datenbank abgelegt. HTML-Code wird erst zum Zeitpunkt eines Uploads erzeugt, also wenn die Seiten auf einen Webserver geladen werden. Mit der aktuellen Version kann der Benutzer Online-Shops generieren und im Internet eröffnen, ohne sich dazu mit Programmierung oder Datenbanken auseinandersetzen zu müssen.
XHTML und erweiterte CSS-Funktionalität sind in dem Programm integriert.
Ein derartiges Programm wird gelegentlich auch als Web-Generator oder HTML-Generator bezeichnet. Freeway preist sein Programm damit an, einfach Websites zu gestalten, „ohne damit eine einzige Zeile Code schreiben zu müssen“.